# Junon Ludovisi

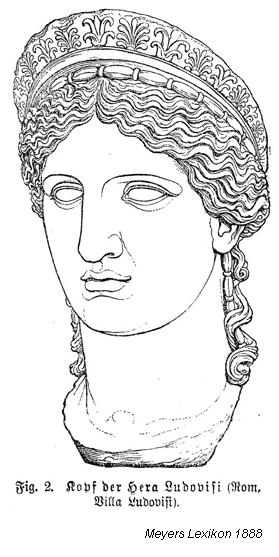
La Junon Ludovisi.

La Junon Ludovisi (également appelé Hera Ludovisi) est une colossale tête romaine en marbre du Ier siècle de notre ère, réalisée à partir d'une statue acrolithe idéalisée et de jeunessed'Antonia Minor, représentant la déesse Junon. Ajoutée à la collection Ludovisi formée par le Cardinal Ludovico Ludovisi, elle se trouve maintenant dans le Palazzo Altemps, faisant partie du Musée national romain, à Rome.

## Copies
Des moulages de la tête peuvent être vus à l'Université de Cambridge, Bryn Mawr et au Goethehaus à Weimar, en Allemagne.